# آنتونیو فریرا دی اولیویرا جونیور
آنتونیو فریرا دی اولیویرا جونیور (به پرتغالی: Antonio Ferreira de Oliveira Junior) مدافع اهل برزیل است که در شهر ریودو ژانیرو و در تاریخ ۲۴ اکتبر ۱۹۸۴ به دنیا آمده‌است.
آنتونیو فریرا دی اولیویرا جونیور در تیم‌های فوتبال Cabofriense سابقهٔ حضور دارد.